# Shimooka Renjō
Shimooka Renjō (jap. 下岡 蓮杖, eigentlich Sakurada Hisanosuke (桜田 久之助); Künstlername als Maler: Tōen; * 24. März 1823 (traditionell Bunsei 6/2/12) in Shimoda; † 3. März 1914) war einer der ersten japanischen Fotografen.
Shimooka war Sohn des offiziellen Seehafenspediteurs des Tokugawa-Shoguns. Er selbst ging mit 13 nach Tokio, um dort eine künstlerische Ausbildung zu erhalten. Kanō Tōsen Nakanobu (1811–1871) unterrichtete ihn in traditioneller Malerei.
In den 1850er Jahren leistete er bei der Batterie von Shimoda Wachdienst. Entweder dort, oder weil er aus Versehen zum Daimyō von Satsuma geschickt wurde, sah er zum ersten Mal eine Daguerreotypie, deren Realismus und Detailfülle er bewunderte. Als man ihm erklärte, dass diese mithilfe einer Maschine entstanden ist, kam er zu dem Schluss, dass eine solche Perfektion nicht mit Pinseln zu erreichen sei und dass er diese Technik erlernen will.

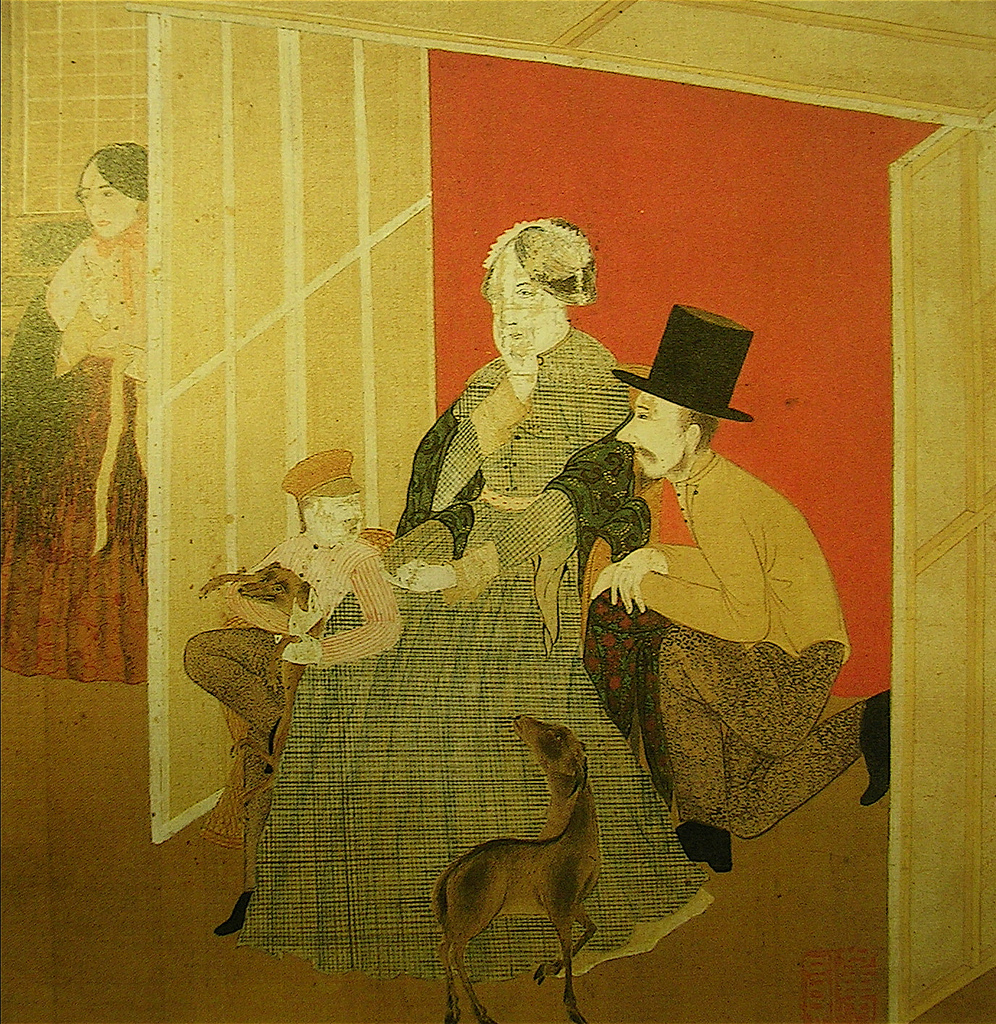
Horanda Fūzoku (Holländisches Genre-Bild) um 1863 auf Seide

John Wilson, ein amerikanischer Fotograf in Yokohama, brachte Shimooka am Beginn des Jahres 1860 das Fotografieren bei. Als Wilson 1861 oder 62 die Stadt verließ, tauschte er seine Kamera gegen ein Gemälde Shimookas. Anfang der Sechziger war Shimooka bei Raphael Schoyer (1800–1869), einem amerikanischen Auktionator und Publizisten, angestellt. Unter Anleitung von dessen Frau Anna versuchte sich Shimooka in Malerei westlichen Stils. Es ist ein Gemälde auf Seide erhalten, dass mit seinem Signum Tōen versehen ist. Ende 1862 gründete Shimooka in Noge in Yokohama sein erstes Fotostudio, in welchem er – diese Tradition mitgründend – v. a. Souvenirfotografien anfertigte, d. h., er porträtierte Touristen oder fotografierte Einheimische in gestellten Szenen und verkaufte Abzüge davon als Souvenirs, ähnlich wie auch Felice Beato später.
Filialen des Studios entstanden in Yokohama und Tokio und Shimooka erteilte auch Unterricht. Zu seinen Schülern gehören: Yokoyama Matsusaburō, Usui Shūzaburō, Suzuki Shin’ichi I und Suzuki Shin’ichi II, Esaki Reiji.
Im Tokioter Asakusa-Park eröffnete er 1876 das Abura-e Chashitsu (dt. Ölgemälde-Café), welches Panoramen der Schlacht von Hakodate (Hakodate Sensō) und der japanischen Strafexpedition nach Taiwan 1874 ausstellte. Ein Jahr darauf hörte er zu fotografieren auf und widmete sich der Erstellung von Hintergrundbildern für Fotostudios.
In seiner Heimatstadt wurde ihm ein Denkmal errichtet.

## Autobiografie
1894 veröffentlichte er seine Autobiografie, die sich vor allem auf seine Karriere als Fotograf konzentrierte.
- Shimooka Renjō, Shashin Jireki, Bijutsu, Nihon Kindai Shisō Taikei 17, Tokio: Iwanami Shoten, 1989.